# Gara Hampton Court
Gara Hampton Court este o gară terminus în East Molesley, Surrey, la câțiva metri de Podul Hampton Court, mijlocul căruia este limita Greater London. Gara se află la 24,1 km de Londra Waterloo.
Aflată în zona tarifară londoneză 6, gara deservește Hampton Court Palace și casele din parc și de pe malul râului Tamisa, hoteluri și magazine din Burgul Richmond upon Thames. Peste râu de gară se află Hampton Court Park, Grădinile și Bushy Park.

## Servicii
În afara orelor de vârf, pleacă și sosesc două trenuri pe oră spre și dinspre Londra Waterloo via Surbiton și Wimbledon, călătoria durând 35 de minute pentru cei 21 km.

## Infrastructură

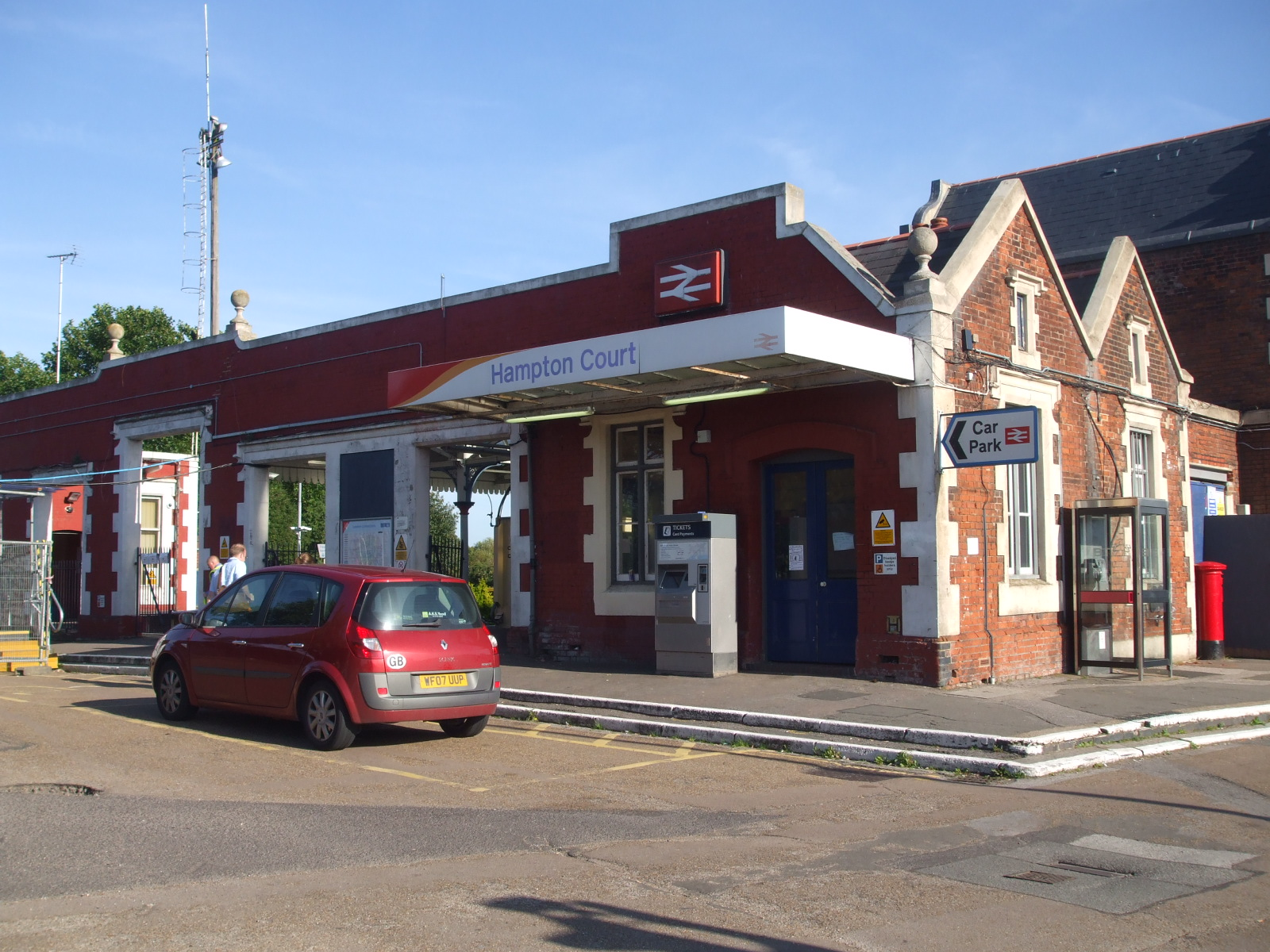
Intrarea pe peroane

Din cauza lungimii scurte a liniei, există restricții de viteză de 40 mile pe oră (64 km/h) pentru trenurile care pleacă din gară și 45 mile pe oră (72 km/h) care vin spre gară.